# Gravesano
Gravesano (lmo. Gravesàn) – miejscowość i gmina w południowej Szwajcarii, w kantonie Ticino, w okręgu (distretto) Lugano, w powiecie (circolo) Taverne. Leży nad rzeką Vedeggio.

## Demografia
W Gravesano mieszkają 1 363 osoby. W 2021 roku 21% populacji gminy stanowiły osoby urodzone poza Szwajcarią. 

## Transport
Przez teren gminy przebiega droga główna nr 398.